# 福山市立神辺西中学校
福山市立神辺西中学校（ふくやましりつかんなべにしちゅうがっこう）は広島県福山市神辺町川北にある男女共学の公立中学校。

## 沿革
- 1984年4月1日 - 神辺町立神辺中学校の生徒増加対策として同校の学区の一部をもって現在地に開校する。
- 2000年8月28日 - 当時の校長が保護者会で校内暴力や授業妨害など問題行動を起こす生徒20人に対して行動を改めない場合最長1ヶ月間の出席停止処分を課す用意があると表明し、大きな問題になる。
- 2006年3月1日 - 深安郡神辺町が福山市に編入されたことに伴い校名が福山市立神辺西中学校となり、併せて所在地表示も変更される（深安郡神辺町川北1401-1→福山市神辺町川北1401-1）。

## 校名の由来
- 深安郡神辺町（当時）の西部を学区とすることから。

## 概要
- 深安郡神辺町としては1980年開校の神辺町立神辺東中学校に続く3校目の中学校である。そのため、開校前の地図には仮称として神辺第三中学校という表記もあった。
- 深安郡神辺町の中学校3校体制は神辺町立神辺・中条（ちゅうじょう）・安那（やすな）各中学校が統合した1966年以来18年ぶりのことである。このうち神辺町立神辺東中学校は神辺町立安那中学校の近くに設置されたことから神辺町立安那中学校の復活とも解せる（そのためか神辺東中学校のHPや記念誌ではきちんと安那中学校についても触れている）のに対し、この神辺西中学校は今まで中学校のなかった地域に設置されたことから深安郡神辺町では唯一の新設町立学校と言える。
- 学区は旧深安郡神辺町の中心部とその西部に広がる田園地帯からなる。しかし、田園地帯は1970年代以降国道182号（国道314号重用）バイパス及び都市計画街路駅家神辺線（現：国道486号）の建設や区画整理事業により都市化が進展している（このことが学校の荒廃の一因とも言える。2005年のフジグラン神辺開店でその傾向に拍車がかかる恐れもある）。このため神辺町立神辺中学校の生徒数が増加し、神辺東中学校に続く中学校新設が企図された。
- 学校は芦田川支流の高屋川の北側にあり、西側を国道182号（国道314号重用）が通過している。学校のすぐそばには福山地区消防組合深安消防署がある。

## 学区
- 特別の事情がない限り福山市立神辺小学校の児童全員と福山市立道上・湯田両小学校の児童の一部が進学することになっている。各小学校の学区は以下の通りである。

福山市立神辺小学校区
- 神辺町川北の一部
- 神辺町川南
- 神辺町平野の一部

福山市立道上小学校区
- 十九軒屋（じゅうくけんや）
- 新十九1・2丁目
- 新道上1丁目

※新十九・新道上は深安郡神辺町が福山市に編入された後設定された町である。
福山市立湯田小学校区
- 神辺町新徳田1～3丁目

## 学区の地理

### 主要施設
- JR福塩線・井原鉄道井原線神辺駅
- 福山市神辺支所
- 福山市かんなべ図書館
- 神辺文化会館
- 福山地区消防組合深安消防署

### 名所・旧跡・観光地
- 旧山陽道
- 神辺本陣跡
- 廉塾・菅茶山旧宅
- 神辺城跡
- 福山市神辺歴史民俗資料館
- 天別豊姫神社

### 自然景観
- 高屋川

### 教育機関（小学校以上）
- 福山市立神辺小学校
- 広島県立神辺高等学校（旧：広島県立神辺工業高等学校）

## アクセス
- 鉄道の最寄駅はJR福塩線湯田村駅または道上駅である。いずれも徒歩で20分ほどかかる。
- 最寄のバス停は井笠バスカンパニー・中国バス深安消防署前バス停である。

## 備考
- 神辺西中学校は2003～2006年に福山市に編入された地域では最も新しい中学校である。
- 問題行動を起こす生徒に対して強硬手段をとると表明した校長は後に「わかりあえる日のために‐いま、中学校長として」（2001年日本放送出版協会刊）という本を上梓している。